# Metropolitansko mesto Benetke
Metropolitansko mesto Benetke (italijansko Città metropolitana di Venezia) je metropolitansko mesto v deželi Benečiji v Italiji. Glavno mesto so Benetke. Po ozemlju odgovarja nekdanji pokrajini Benetke, namesto katere je bilo ustanovljeno 1. januarja 2015. Izmed 14 italijanskih metropolitanskih mest je deseto po vrsti tako po površini kot po številu prebivalcev.
Ozemlje metropolitanskega mesta se razteza v obliki »banane« v dolžini približno 120 km in s povprečno širino 25 km. Meji na jugu s pokrajino Rovigo, na zahodu s pokrajino Padova, na severu s pokrajino Treviso in z deželo Furlanija - Julijska krajina, na jugovzhodu pa z Jadranskim morjem. Zavzema tudi otoke Beneške lagune. Tri občine na jugu okoli Chioggie tvorijo eksklavo, ločeno od kopnega dela preostanka metropolitanskega mesta.

## Občine
Metropolitansko mesto Benetke obsega 44 občin (comuni):
- Annone Veneto
- Benetke
- Campagna Lupia
- Campolongo Maggiore
- Camponogara
- Caorle
- Cavallino-Treporti
- Cavarzere
- Ceggia
- Chioggia
- Cinto Caomaggiore
- Cona
- Concordia Sagittaria
- Dolo
- Eraclea
- Fiesso d'Artico
- Fossalta di Piave
- Fossalta di Portogruaro
- Fossò
- Gruaro
- Jesolo
- Marcon
- Martellago
- Meolo
- Mira
- Mirano
- Musile di Piave
- Noale
- Noventa di Piave
- Pianiga
- Portogruaro
- Pramaggiore
- Quarto d'Altino
- Salzano
- San Donà di Piave
- San Michele al Tagliamento
- Santa Maria di Sala
- San Stino di Livenza
- Scorzè
- Spinea
- Stra
- Teglio Veneto
- Torre di Mosto
- Vigonovo

## Uprava
Metropolitansko mesto Benetke vodi metropolitanski župan (Sindaco metropolitano) in metropolitanski svet (Consiglio metropolitano). 
| Metropolitanski župan | Stranka                                       | Mandat                  |
| --------------------- | --------------------------------------------- | ----------------------- |
| Luigi Brugnaro        | neodvisen (2015–2021) Coraggio Italia (2021–) | 15. junij 2015–trenutno |